# Vụ gian lận thi cử tại Việt Nam 2018
Vụ gian lận thi cử 2018 (hay còn gọi là vụ gian lận thi trung học phổ thông quốc gia 2018) là vụ sai phạm trong công tác tổ chức, chấm thi ở Kỳ thi trung học phổ thông quốc gia năm 2018. Vụ việc liên quan đến hàng loạt bài thi của thí sinh được nâng điểm ở các tỉnh Hà Giang, Sơn La, Hòa Bình. Trong quá trình điều tra, 11 cán bộ ngành giáo dục bị bắt tạm giam. Có tới 347 bài thi đã bị can thiệp điểm.
Vụ gian lận này được cho là nghiêm trọng nhất từ xưa đến nay, sau nhiều năm Bộ Giáo dục và Đào tạo tổ chức các kỳ thi tuyển sinh và trung học phổ thông (THPT) quốc gia. Theo BBC tiếng Việt, ông Phùng Xuân Nhạ, với tư cách là Bộ trưởng Bộ Giáo dục và Đào tạo, không thể không chịu trách nhiệm về các sai phạm này.

## Diễn biến vụ việc

### Hà Giang
Ngày 11 tháng 7 năm 2018, kết quả điểm thi THPT quốc gia năm 2018 chính thức được công bố và phát hiện dấu hiệu bất thường ở Hà Giang. Sau khi có phản ánh, Bộ trưởng Bộ Giáo dục và Đào tạo, Phùng Xuân Nhạ đã chỉ đạo điều tra và đề nghị xử lý nghiêm các sai phạm.
Ngày 12 tháng 7 năm 2018, Bộ Giáo dục và Đào tạo ra Công văn số 2868/BGDĐT-QLCL yêu cầu tỉnh Hà Giang rà soát toàn bộ quy trình thi cử và báo cáo bằng văn bản về Ban Chỉ đạo thi quốc gia. Kết quả xác minh cho thấy có dấu hiệu nâng kết quả điểm thi của thí sinh ở bài thi trắc nghiệm.
Ngày 14 tháng 7, Ban Chỉ đạo thi THPT tỉnh Hà Giang đã có công văn số 787/CV-BCĐ đề nghị Ban Chỉ đạo thi THPT quốc gia tiến hành chấm thẩm định toàn bộ các bài thi trắc nghiệm ở Hội đồng thi Sở Giáo dục và Đào tạo Hà Giang. Ngày 15 tháng 7 năm 2018, Bộ trưởng Phùng Xuân Nhạ ra Quyết định số 2594/QĐ-BGDĐT để thành lập Hội đồng chấm thẩm định bài thi tại Hà Giang.
Ngày 17 tháng 7, họp báo công bố kết quả chấm thẩm định cho thấy xảy ra sai phạm hơn 330 bài thi của 114 thí sinh. Ngày 19 tháng 7, Công an tỉnh Hà Giang ra quyết định khởi tố hình sự vụ án. Sau đó, ngày 20 tháng 7, ông Vũ Trọng Lương bị bắt vì hành vi nâng điểm cho hơn 330 bài thi của 114 thí sinh.
Ngày 23 tháng 7, công an tỉnh Hà Giang đã khởi tố và bắt tạm giam đối với ông Nguyễn Thanh Hoài, Trưởng phòng Khảo thí và Quản lý chất lượng giáo dục, người được cho là tiếp tay cho ông Vũ Trọng Lương thực hiện hành vi phạm tội.

### Sơn La
Tiếp nối gian lận ở Hà Giang, Sơn La cũng thuộc diện nghi ngờ khi phổ điểm thi ở đây gấp nhiều lần so với một số địa phương lớn như Hà Nội, Thành phố Hồ Chí Minh và Nam Định. Vì vậy, Bộ Giáo dục và Đào tạo đã thành lập tổ công tác xác minh dấu hiệu bất thường của điểm thi ở Sơn La. Tối ngày 21 tháng 7, đại diện Cục An ninh Chính trị nội bộ (A83) - Bộ Công an cho biết đã phát hiện những sai phạm trong công tác tổ chức thi ở Sơn La.
Vào lúc 11 giờ 40 ngày 23 tháng 7, lãnh đạo tỉnh Sơn La và tổ công tác của Bộ Giáo dục và Đào tạo, Bộ Công an đã tổ chức thông tin về sự việc với giới báo chí. Cụ thể, ông Mai Văn Trinh, Cục trưởng Cục Quản lý chất lượng đã đọc báo cáo chỉ ra 6 sai phạm lớn trong quá trình tổ chức thi. Việc thanh tra cũng phát hiện được 12 bài Ngữ văn được nâng từ 1 đến 4,5 điểm và chỉ ra 5 cá nhân sai phạm gồm Trần Xuân Yến (Phó Giám đốc Sở Giáo dục và Đào tạo tỉnh Sơn La), Nguyễn Thị Hồng Nga (chuyên viên phòng Khảo thí và Quản lý chất lượng), Cầm Thị Bun Sọn (Phó trưởng phòng Chính trị Tư tưởng), Đặng Hữu Thủy (Phó hiệu trưởng trường THPT Tô Hiệu) và Lò Văn Huynh (Phó trưởng phòng Khảo thí).
Sau cuộc họp báo, ông Mai Văn Trinh chia sẻ: "Thật sự tôi rất buồn. Cá nhân tôi đã trải qua 5 đêm không ngủ, 2 đêm chập chờn, để hôm nay có thể gặp gỡ báo chí và thông tin kết quả bước đầu".

### Lạng Sơn
Ngày 18 tháng 7, Bộ trưởng Phùng Xuân Nhạ đã ký quyết định thành lập Tổ công tác của ban Chỉ đạo thi THPT Quốc gia và tuyển sinh đại học, cao đẳng 2018. Tổ công tác có nhiệm vụ giúp bộ trưởng chỉ đạo việc kiểm tra, xác minh dấu hiệu bất thường về kết quả thi tại Hội đồng thi Sở Giáo dục và Đào tạo tỉnh Lạng Sơn và Sơn La trong kỳ thi THPT quốc gia 2018. Quyết định này được đưa ra sau khi dư luận và báo chí phản ánh về những bất thường trong điểm thi THPT quốc gia 2018 tại hai tỉnh này.
Ở môn Ngữ văn, 5 trong số 35 thí sinh trong danh sách đạt điểm 9. Tổng điểm 3 môn và điểm ưu tiên của 35 thí sinh trong bảng đều trên 24. Trong đó, thí sinh N.V.D có điểm cao nhất là 27,9 (Toán 7,4; Văn 9; Sử 8,75; và 2,75 điểm ưu tiên). Thí sinh đứng thứ hai cũng được 26,8 điểm.
Chiều 18 tháng 7, ông Hồ Tiến Thiệu, Phó chủ tịch UBND tỉnh Lạng Sơn, cho biết Sở Giáo dục và Đào tạo đã tập trung xử lý, xác định hơn 30 bài thi có điểm cao hơn mức bình thường.
Chiều tối 21 tháng 7, buổi công bố kết luận của đoàn công tác Bộ Giáo dục và Đào tạo diễn ra tại phòng làm việc của Sở Giáo dục và Đào tạo Lạng Sơn. Ông Hồ Tiến Thiệu, Phó chủ tịch UBND tỉnh kiêm Trưởng ban chỉ đạo thi THPT quốc gia tỉnh Lạng Sơn và ông Sái Công Hồng - Phó cục trưởng Cục Quản lý Chất lượng, Bộ Giáo dục và Đào tạo - tham dự cuộc họp.
Đối với môn Ngữ văn, tổ công tác chấm thẩm định 51 bài thi có điểm số cao tại điểm trường THPT chuyên Chu Văn An, Lạng Sơn và một số nơi khác, trong đó có 35 bài của thí sinh tự do và 16 bài của học sinh THPT. Kết quả, không có bài nào được tăng điểm so với đợt công bố ngày 11 tháng 7. Đặc biệt, 8 bài thi bị giảm điểm sau chấm thẩm định. Cụ thể, 4 bài giảm 1,25 điểm; 3 bài giảm 1,5 điểm; một bài giảm 1,75 điểm. Riêng bài giảm 1,75 điểm thực chất chỉ giảm 1,25 điểm, do khi chấm cộng nhầm cơ hữu. Đại diện Bộ Giáo dục và Đào tạo không nói rõ lý do 8 bài thi bị giảm điểm sau chấm thẩm định. Đến cuối buổi, ông Hồng yêu cầu Sở Giáo dục và Đào tạo Lạng Sơn tiếp tục làm rõ trách nhiệm của tổ chấm thi Ngữ văn sau khi bộ phận này chấm không chính xác một số bài thi. Trước đó, tổ công tác cũng kiểm tra tất cả 8.877 bài thi Ngữ văn của Hội đồng thi Lạng Sơn, gồm cả việc đối chiếu điểm thi trên bài làm của thí sinh với kết quả đã công bố. Các số liệu đều trùng khớp, không phát hiện bất thường.
Kết thúc 3 ngày làm việc, tổ công tác của Bộ Giáo dục và Đào tạo khẳng định chưa phát hiện sai phạm trong công tác tổ chức thi của Hội đồng thi Lạng Sơn. Kết quả chấm thẩm định trắc nghiệm cho thấy 100% bài thi sau khi chấm có điểm không thay đổi so với điểm thi do Hội đồng thi Sở Giáo dục Lạng Sơn đã công bố ngày 11 tháng 7. Tuy nhiên, tổ trưởng tổ công tác của Bộ Giáo dục và Đào tạo vẫn yêu cầu Ban chỉ đạo thi THPT tỉnh Lạng Sơn làm rõ và kiểm điểm rút kinh nghiệm trách nhiệm đối với tổ chấm thi môn Ngữ văn và các cá nhân có liên quan.
Ông Hồ Tiến Thiệu khẳng định cả 35 thí sinh (là các chiến sĩ cảnh sát cơ động) này đều có kết quả thi thử tốt, được đơn vị quan tâm mời giáo viên trường chuyên kèm cặp. Các em có quyết tâm cao và có đầu tư thời gian ôn luyện.

## Danh tính thí sinh và phụ huynh liên quan tới gian lận
Vào ngày 17 tháng 4 năm 2019, báo Người đưa tin công bố hàng loạt danh tính 17 thí sinh ở Hòa Bình được nâng điểm bị Học viện Cảnh sát nhân dân trả về địa phương. Cùng ngày, báo này cũng công bố danh tính 25 thí sinh ở Sơn La gian lận điểm thi. Trong số thí sinh trúng tuyển, học viện An ninh Nhân dân có 7 thí sinh, học viện Cảnh sát Nhân dân có 16 thí sinh và trường đại học Phòng cháy Chữa cháy là 2 thí sinh. Một ngày sau, báo Người đưa tin tiếp tục tiết lộ danh tính 15 thí sinh từ Hòa Bình được nâng điểm trong kỳ thi THPT Quốc gia. Một loạt các trang báo điện tử trong ngày này cũng đăng tin tiết lộ thông tin của hàng loạt phụ huynh ở Sơn La. Đáng chú ý, danh sách phụ huynh đều là cán bộ ngành ở Sơn La, có cả công an, bộ đội và một số nắm giữ các chức vụ quan trọng trong tỉnh.
Theo kết quả một cuộc thăm dò với 2000 lượt khán giả tham gia trong chương trình Chuyển động 24h của VTV, có đến 89% lượt bình chọn bày tỏ quan điểm cần công khai danh tính phụ huynh của các thí sinh được nâng điểm với nhiều lý do khác nhau.

## Đánh giá
Đại biểu Quốc hội, luật sư Trương Trọng Nghĩa khi trao đổi với phóng viên báo Gia đình & Xã hội cho hay việc dùng tiền để đổi điểm và tạo cơ hội cho con em là hành vi không thể chấp nhận về mặt đạo đức và điều này có dấu hiệu của tội đưa hối lộ.
| “ | "Tôi đề nghị có hình thức xử lý thích đáng phụ huynh có chứng cứ là đã trả tiền để được nâng điểm cho con em. Cán bộ, công chức thì xử lý trong cơ quan, đơn vị công tác, dân thường thì xử lý ở nơi cư trú, nếu đến mức nghiêm trọng thì xử lý bởi tòa án". | ” |